# Crinum bulbispermum
Crinum bulbispermum là một loài thực vật có hoa trong họ Amaryllidaceae. Loài này được (Burm.f.) Milne-Redh. & Schweick. mô tả khoa học đầu tiên năm 1939.

## Hình ảnh

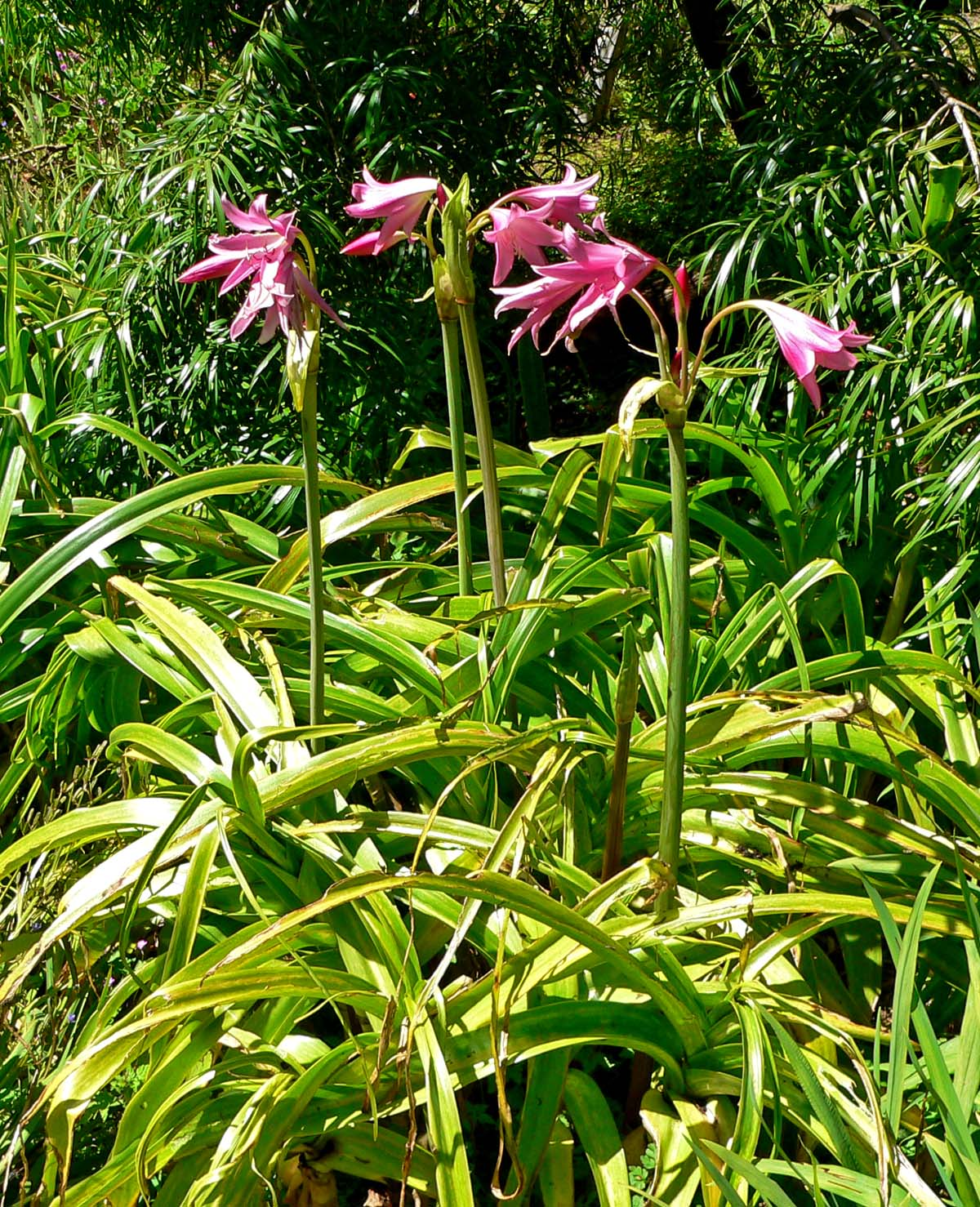
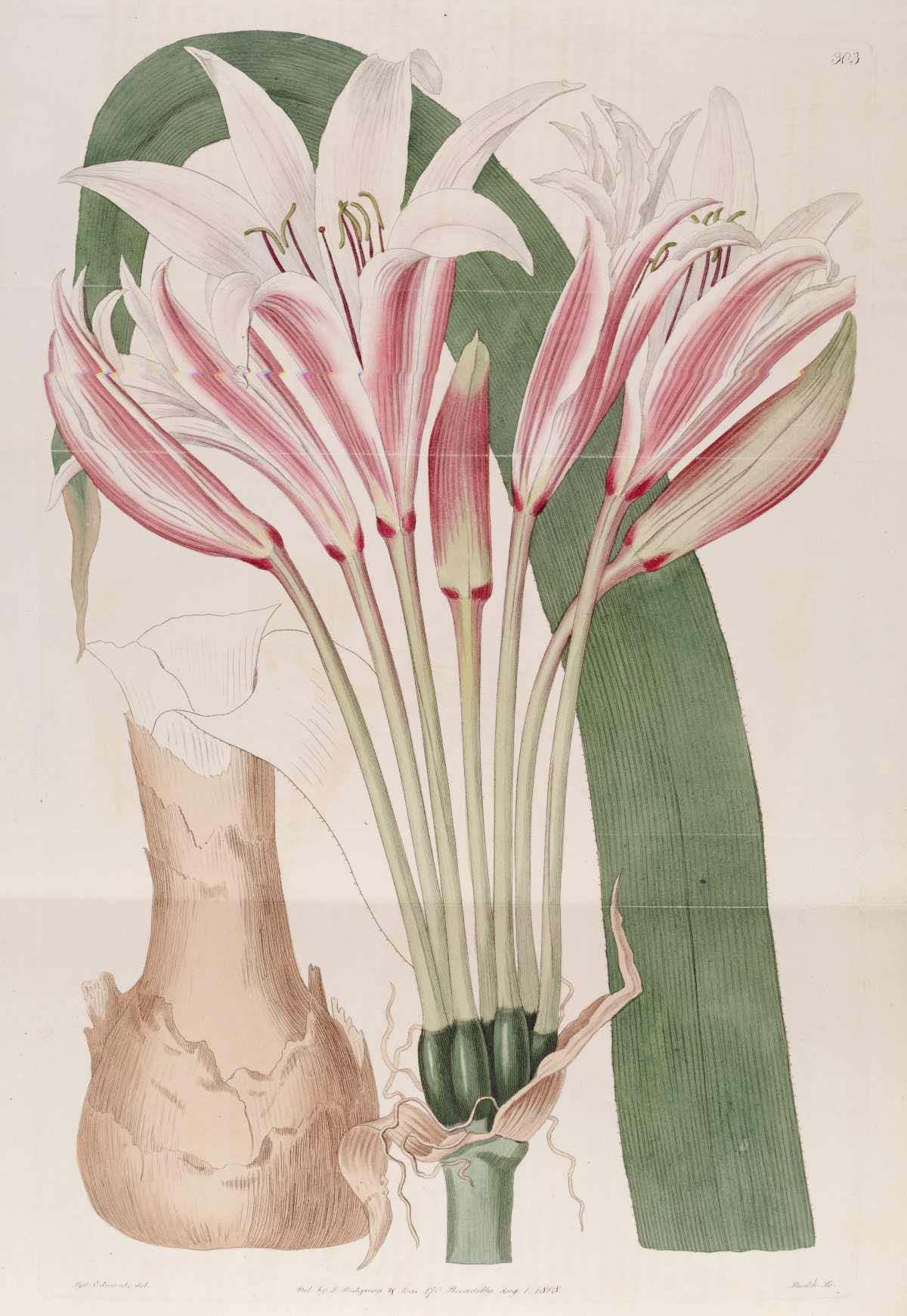
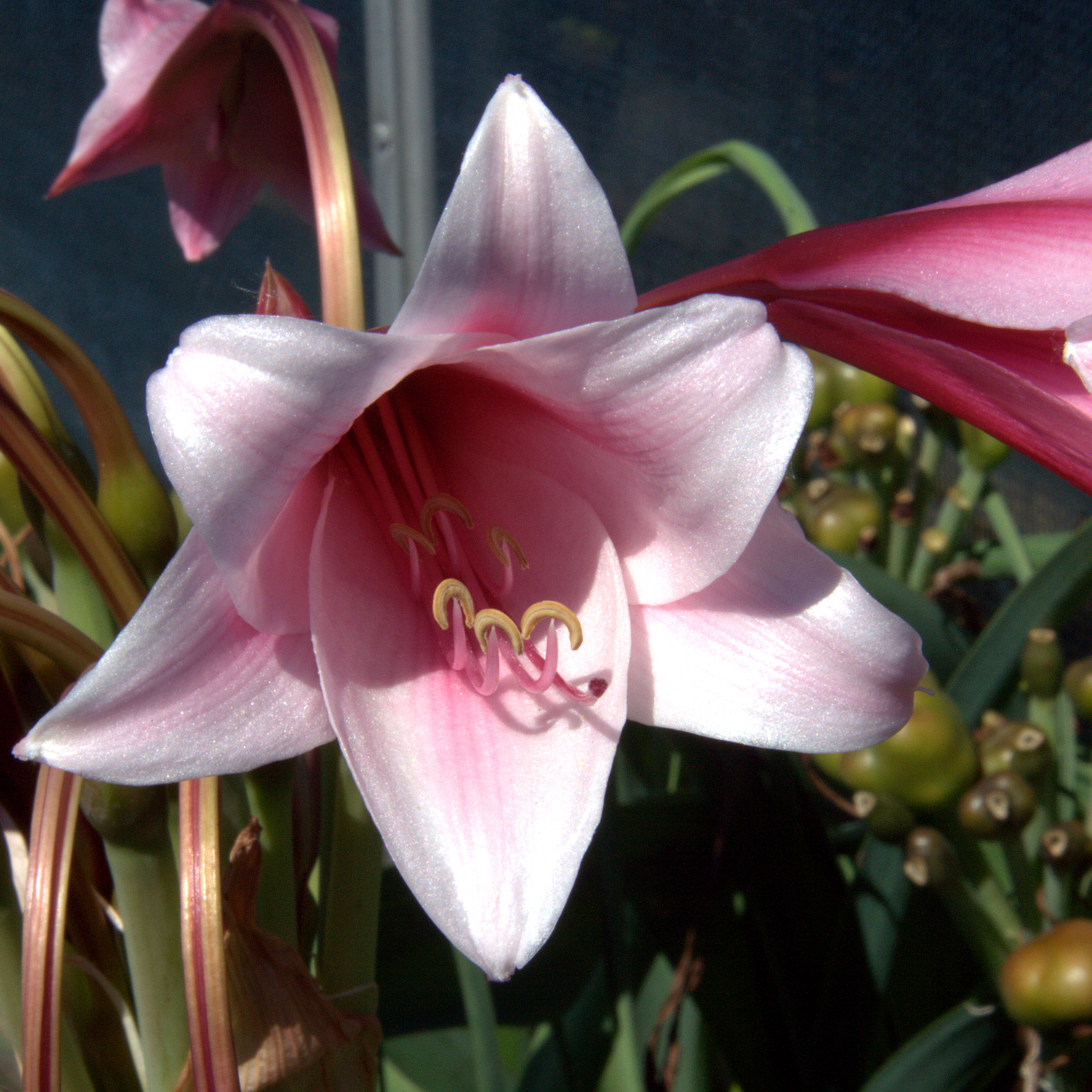
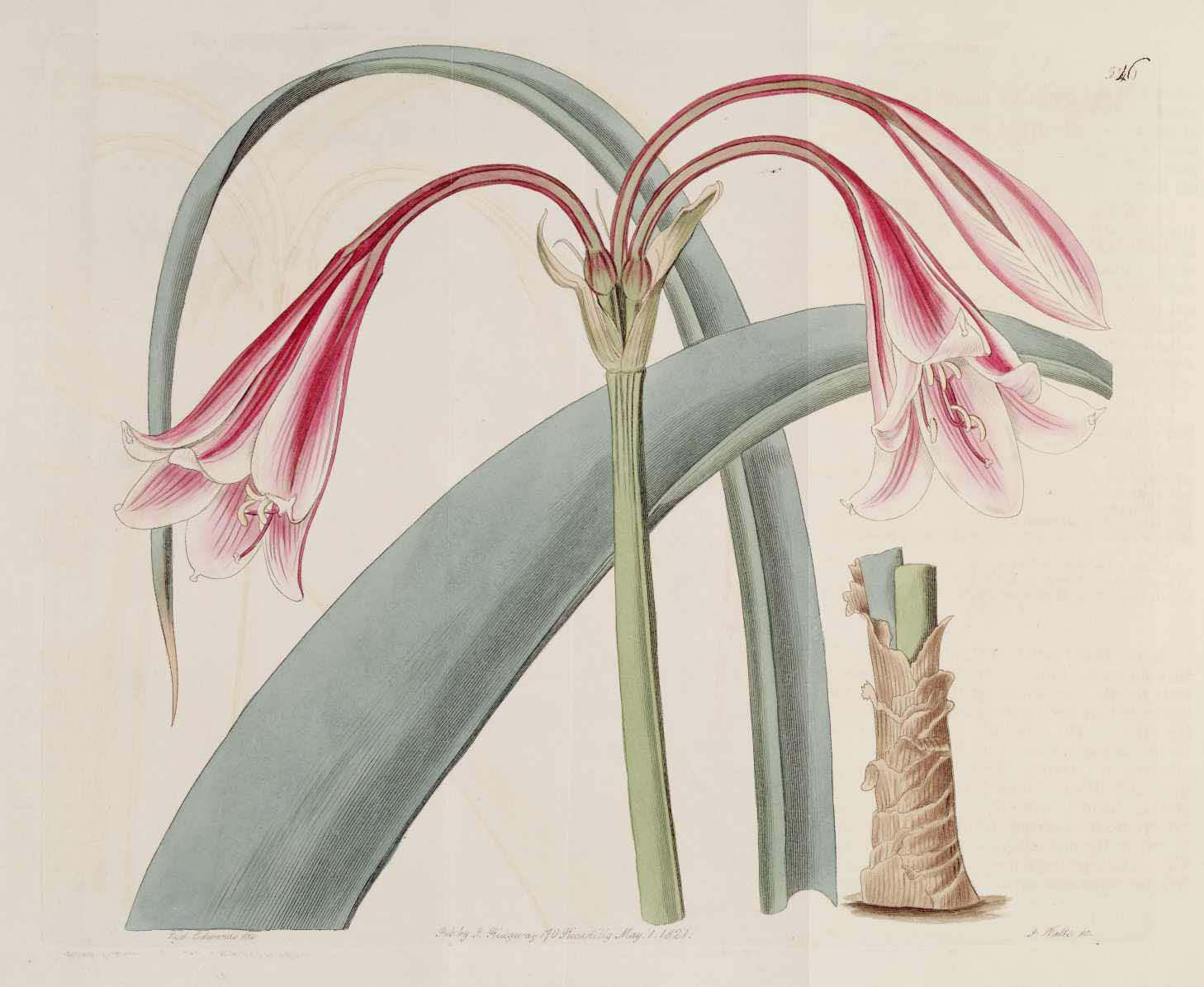